# Кам'яна доба (Васнецов)
«Кам'яна доба» — картина, яку створив російський художник Васнецов Віктор Михайлович 1885 року.

## Історія створення
На хвилі національного усвідомлення російської нації та з модою на історичні дослідження і колекціонування національних старожитностей — виникла ідея створення історичного музею в Росії.
Ідея зміцніла 1872 року. Її почали діяльно реалізовувати граф Уваров Олексій Сергійович та історик Забєлін. З пропозиціями вийшли на ректора Імператорського Московського університету Соловйова, останній і розробив програму майбутнього музею. Музей засновано наказом імператора Олександра II 21 лютого 1872 року клопотаннями організаторів Політехнічної виставки 1872 року. Була створена комісія щодо фундації музею та формуванню його колекцій. В комісію увійшов і граф Уваров О. С., колекціонер, що передав майбутньому музею власні збірки. Серед перших експонатів — артефакти відділу Кримської війна 1853–1856 рр., які теж були на Політехнічній виставці.
Концепція музею була імперською за характером і досить обмеженою, консервативною, бо не враховувала майбутніх змін як монархічного правління, так і зникнення Російської імперії у 1917 році (а також розпаду і зникнення СРСР, що був спадкоємцем імперії, виникнення низки незалежних держав, зміни державних кордонів самої Росії наприкінці 20 століття тощо).
Граф Уваров Олексій Сергійович поклопотався про створення не тільки відповідних профілю нового музейного закладу колекцій, а і стінописів в його залах. З пропозицією створити новий фриз у споруді Імператорського історичного музею він і звернувся до художника Віктора Васнецова.

## Відмова Васнецова
Молодий художник, якому було за тридцять, ще тільки вироблявся в значну художню особистість. З великими за розмірами творами він почав працювати ще в садибі «Абрамцево» мільйонера і мецената Мамонтова. Так, він як художник (і актор) брав участь в створенні садибної, домашньої вистави «Снігуронька» 1881 року. Васнецов створив театральні декорації, серед яких були і «Палати Берендея». Вони викликали захоплення фантазійним відтворенням мальовничої архітектури, водночас слов'янської і казкової, яка ніколи не існувала. Декорації бачив впливовий критик В. В. Стасов, який наполягав, щоб театральні декорації перенесли на фахову оперну сцену приватного театру Мамонтова в Москві, аби їх побачила театральна громадськість Москви. Одне діло — казкові «Палати Берендея». Інша справа — кам'яна доба і дикуни-люди віддаленого часу, про яких були відсутні точні відомості в 1880-ті роки. Віктор Васнецов рішуче відмовився від праці над стінописами.

## Підготовчий період
Але бажання попрацювати з монументальним твором переважило. І художник переглянув власну позицію і … погодився. Аби добре порозумітися з незвичною для себе темою, Віктор Васнецов почав вивчати історичні матеріали, спілкувався з істориками і археологами, переглядав археологічні знахідки, почав робити ескізи. Праця тривали два роки. Художник не розлучався з темою навіть коли переїздив в садибу Абрамцево чи повертався в Москву, де мешкав.

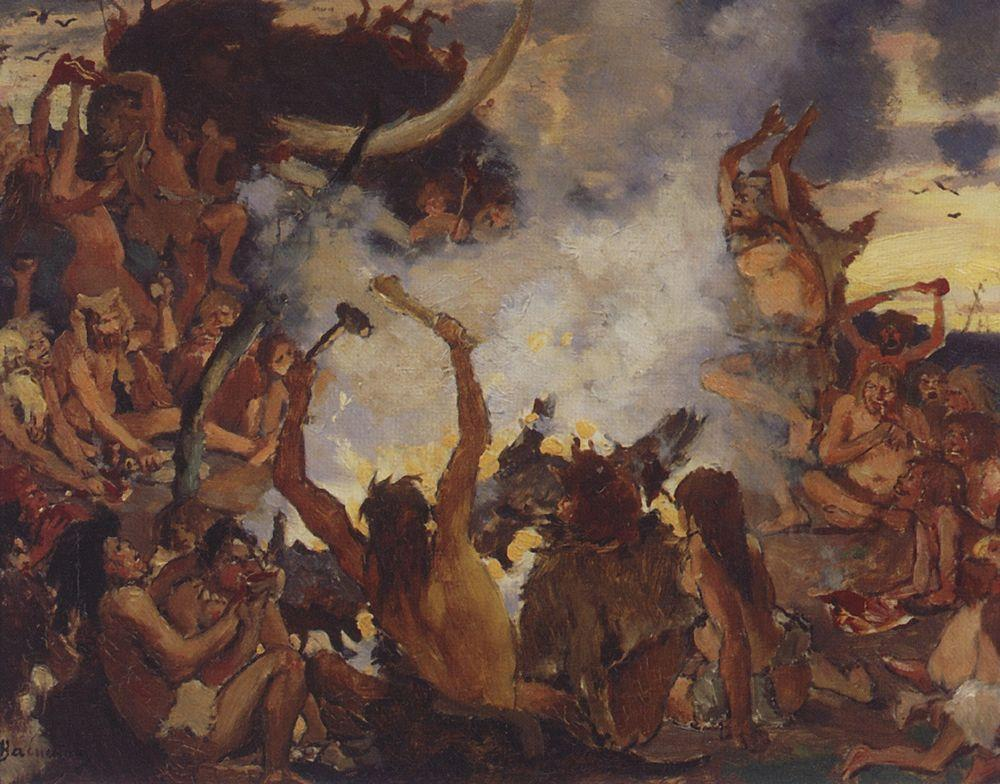
Ескіз до фриза  «Кам'яна доба». Бенкет після вдалого полювання
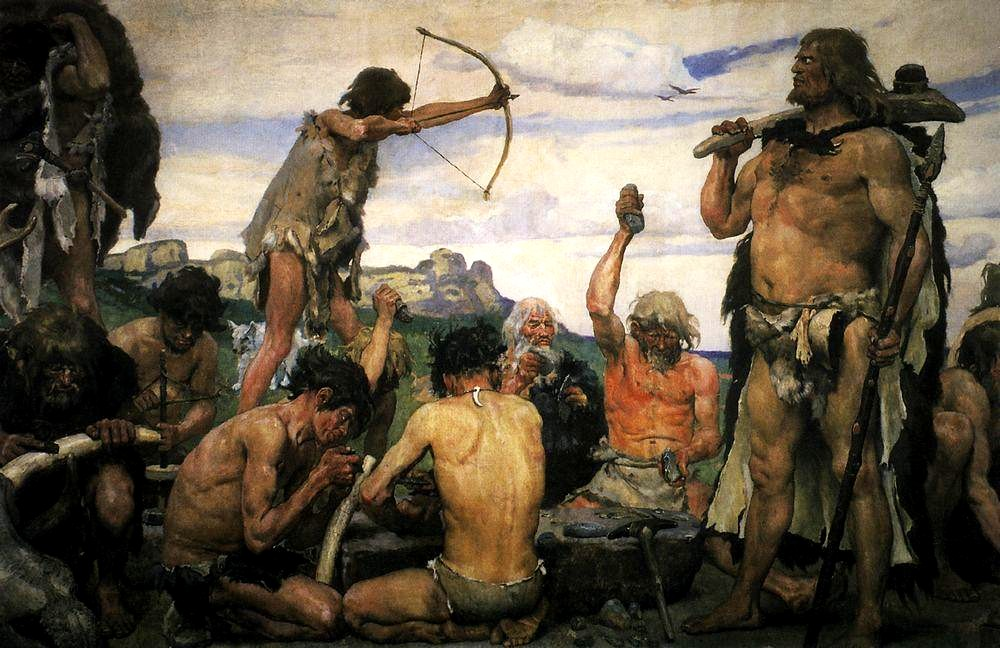
Мисливці з фриза «Кам'яна доба»

## Опис твору
На видовженій картині (п'ять метрів) художник подав декілька сцен з суворого життя людей кам'яної доби: приготування до полювання, карбування на кістках тварин, обробка шкур, лагодження примітивного мисливського знаряддя тощо. Цікавим зразком вживання митцем в тему став ескіз з зображенням бенкету племені після вдалого полювання на мамонта. Голова могутньої тварини височить над усією композицією. Сам бенкет Васнецов трактував як первісну вакханалію з ненажерливістю і дикими танцями.
Зосередженість на виживанні і передача важливих племінних традицій переважають в фрагменті з видобуванням вогню. Сивий старий тре палицею трут на колоді, а оголений підліток з виряченими очима старанно роздмухує вогонь. Поряд в молитовній позі чи то родич, чи то місцевий чаклун-шаман, що магічними діями сприяє їх праці. Образ сивого старого з довгим волоссям так сподобався Васнецову, що трохи перероблений і перевдягнений перейшов у ескізи і картини художника на теми «Хрещення Київської Руси», «Гусляри», «Баян», «Нестор-літописець», «Пісня про віщого Олега».
Мистецтвознавець Ігор Грабар високо оцінив цей монументальний твір Васнецова для Імператорського історичного музею. Він писав: «Враження від „Кам'яної доби“, створене на сучасників, можна порівняти хіба що з захопленим враженням, що мав „Останній день Помпеї“ Карла Брюллова». Зміцніле обдарування Васнецова-монументаліста було таким значущим, що того ж 1885 року його запросила церковна громада в Київ для створення стінописів у щойно побудованому Володимирському соборі.

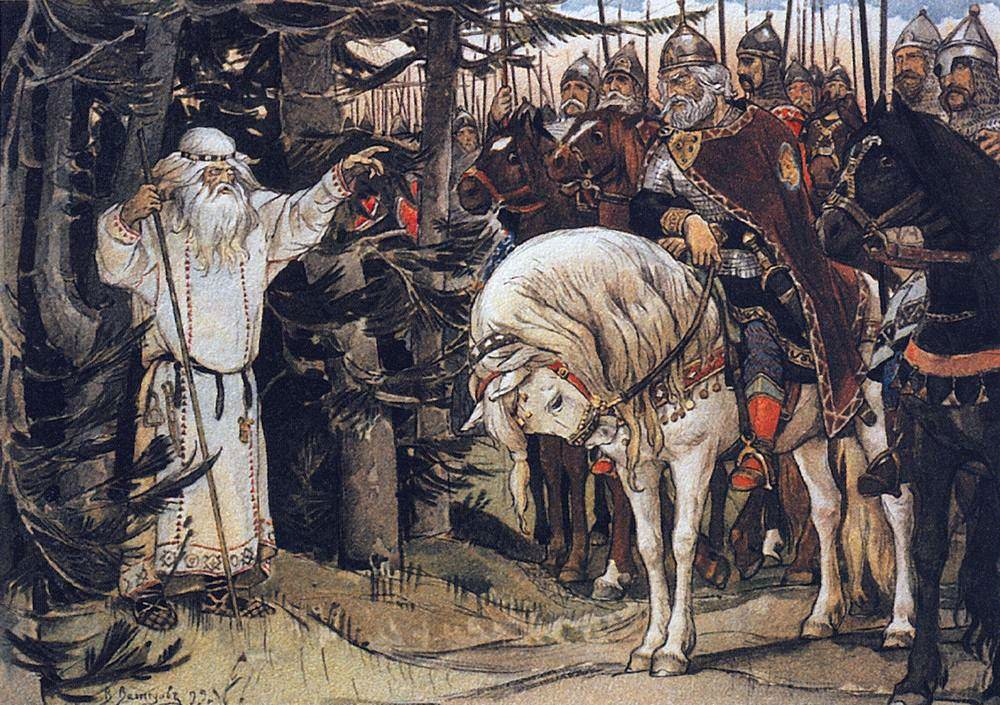
«Пісня про віщого Олега»
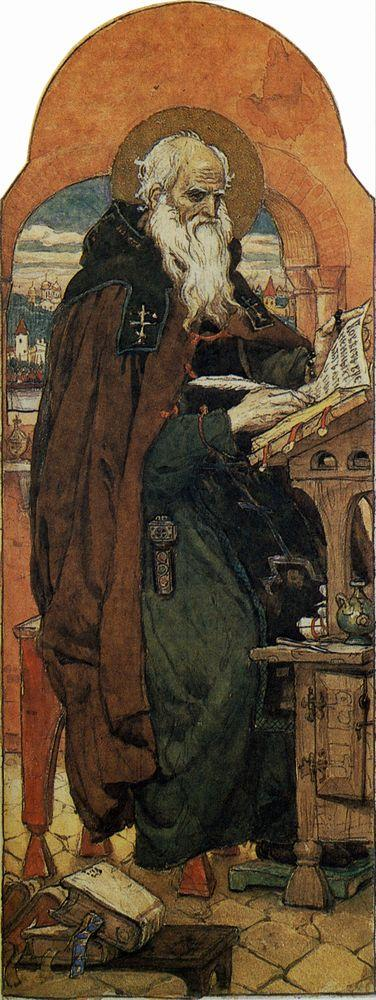
«Нестор-літописець»
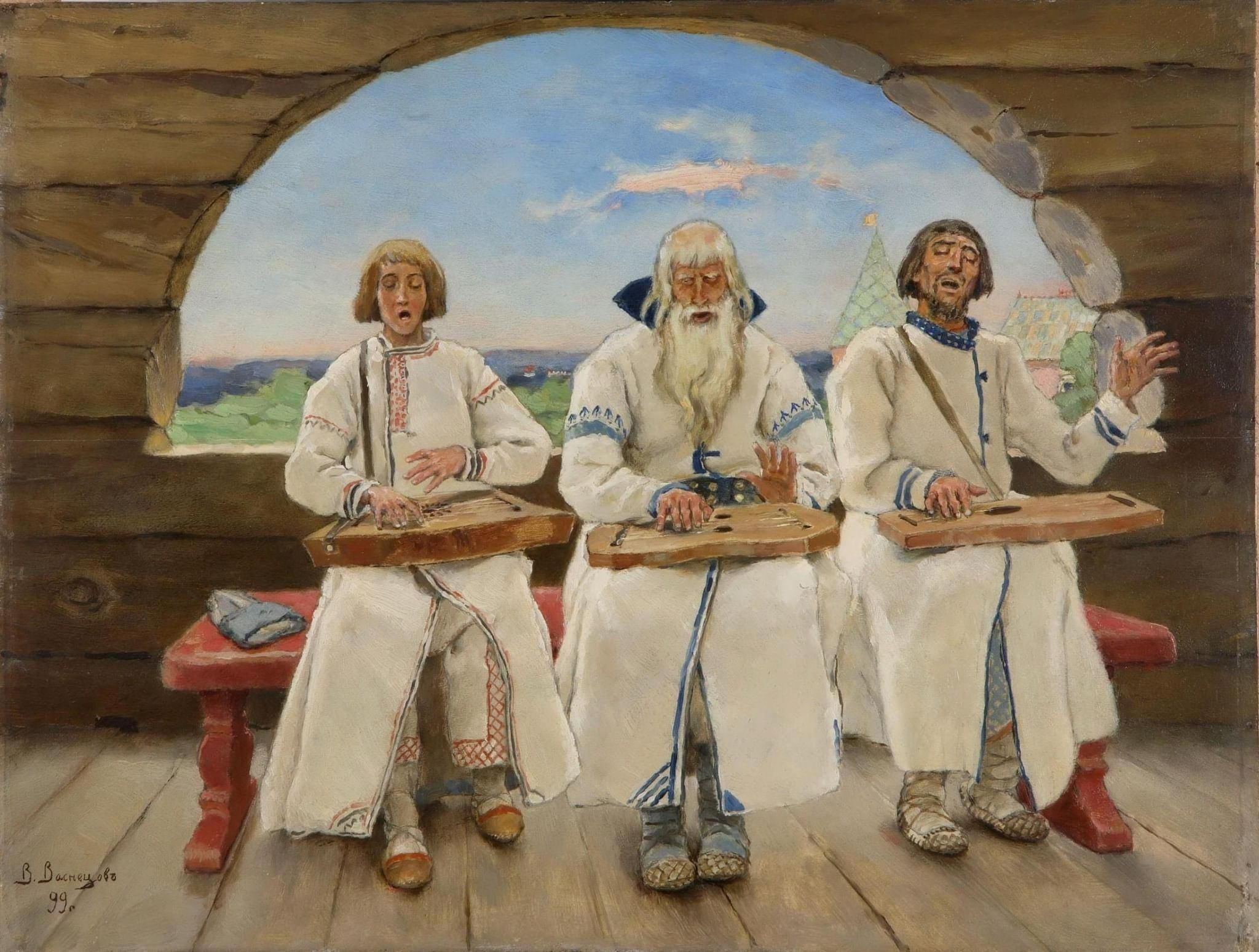
«Гусляри»